# 록히드 마틴 F-35 라이트닝 II

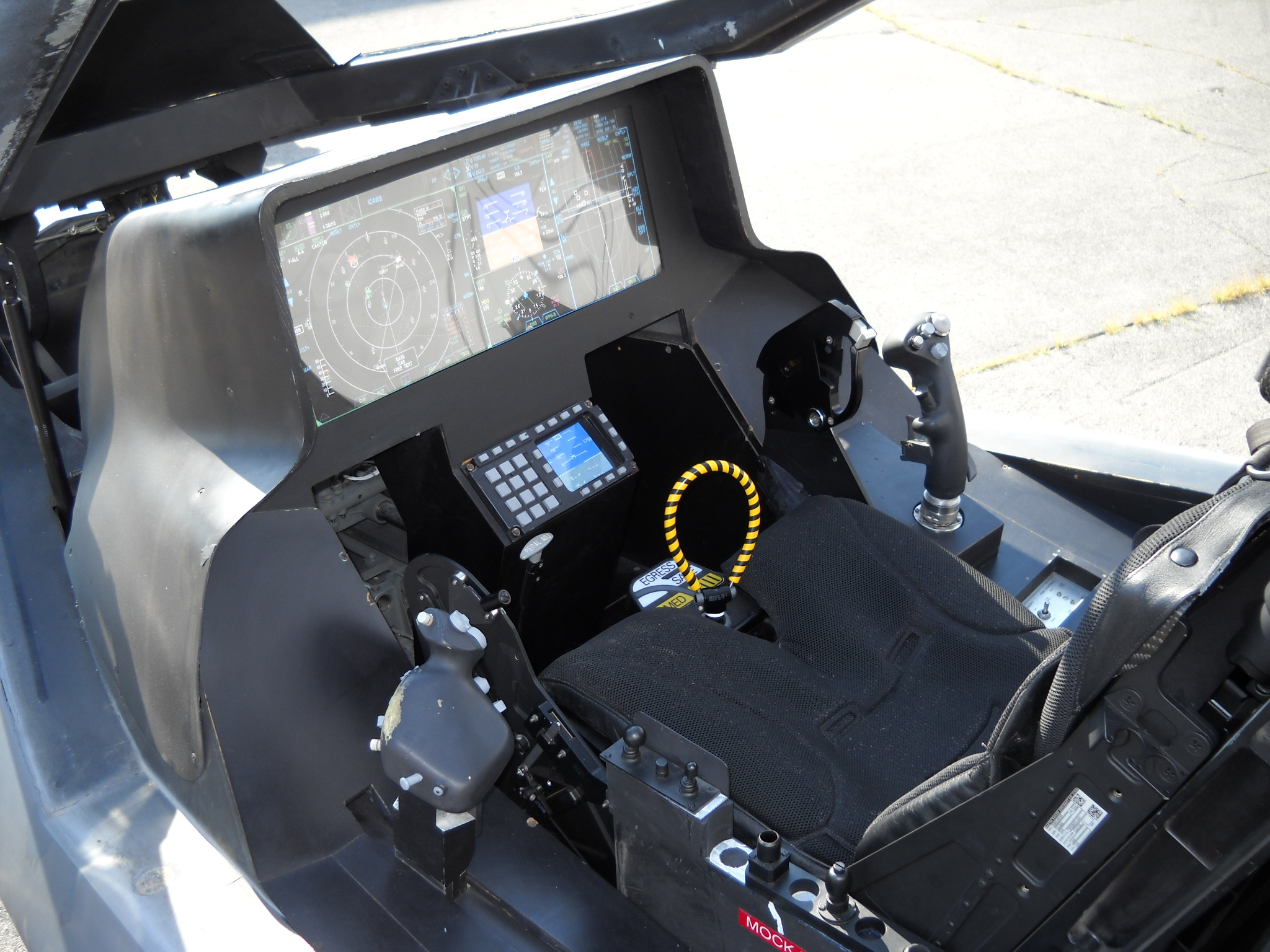
F-35의 조종석

F-35 라이트닝 II(영어: Lockheed Martin F-35 Lightning II)는 미국과 영국이 공동으로 설계한 3군 통합 전투기(JSF: Joint Strike Fighter)이자 스텔스 다목적 전투기다. 제공권 우위 확보와 공격 임무 수행을 위한 전투기로 개발되었다. 대한민국 공군의 전투기는 F-35A 프리덤 나이트라고 한다.

## 역사
이 전투기는 현재 세대의 전폭기들과 미국의 High-Low 전술에 의한 록히드 마틴 F-22A 랩터의 로우급을 위한, 특히 BAE 해리어 II, 시 해리어를 교체하기 위해 개발되었다.
F-35는 멀티롤 전폭기, 즉 공대공 전투가 가능하면서도, 근접항공지원(Close Air Support, CAS)과 전술 폭격 기능이 또한 강조된 비행기로 계획되었다. 현재 록히드 마틴에서 생산 중이며, 파트너로서 노스럽 그러먼과 BAE 시스템스가 참여하고 있다.
스텔스기를 탐지한다는 베라 레이다에는 500 km 거리에서 포착된다고 알려져 있다.
2016년 7월 11일 록히드마틴에 따르면 F-35 적정 생산가를 위한 청사진은 2019년까지 기체 가격을 대당 8,500만 달러 (당해년도 달러 기준)로 낮추는 목표를 갖고 생산비 절감 구상안들을 장려함으로써 대당 순환 가격을 낮추기 위한 정부와 업계의 공동 노력하고 있다고 밝혔다. 이 때문에 대한민국 공군이 FMS(대외군사판매)형태로 도입되는 F-35의 대당 가격도 1,000억 원 대 미만으로 낮아질 가능성이 있다.

## 설계

### 스텔스
스텔스 성능이 발휘되도록 설계된 동체와 레이다 흡수 재료를 통해, F-35 전투기의 레이다 반사면적은 매우 작은 수준이다. F-35 전투기는 스텔스 성능은 레이다에 대한, 저 탐지성에만 머물지는 않는다. F-35 전투기는 독특한 설계를 통해 적외선 탐지율을 낮추었다. 또한 F-35 전투기에 장착되는 AN/APG-81AESA 레이더는 저피탐성 전파를 발산해, 적의 전자정찰에도 잘 잡히지 않는다. 다양한 스텔스 기술이 접목된 F-35 전투기는, ‘먼저 보고 먼저 쏘는’ 스텔스 전투기의 기능에 충실한 전투기로 알려져 있다.
F-35 전투기는 개전 초기에는 적의 레이다에 탐지되는 것을 피하기 위해 무장과 연료를 동체 내부에 탑재하고, 적진 깊숙이 침투하여 타격 임무를 수행할 수 있다. 표준 무장으로는 AIM-120C 암람 중거리 공대공 미사일과 JDAM 폭탄을, 각각 2발씩 동체 내부 폭탄창에 탑재한다. 다른 구성으로 4발의 AIM-120C 또는 8발의 소구경 폭탄 (Small Diameter Bomb)을 내부에 장착할 수도 있다.
F-14, F-15, F-16, F/A-18 등 기존의 미국 전투기들은 대형 외부연료탱크를 장착해야만 다양한 임무를 수행할 수 있었다. 대형 외부연료탱크는 레이다 반사면적을 크게 높인다. 반면에 F-35는 내부연료탱크만으로 대부분의 임무를 수행할 수 있게 설계했다. 따라서 최대이륙중량이 31.8톤으로 매우 덩치가 커졌지만, 레이다 반사면적을 대폭적으로 줄일 수 있었다.
미국 공군 마이클 호스티지 대장에 따르면, F-22와 비슷한 수준의 스텔스 성능을 보여준다. 물론 L 밴드 등 낮은 주파수의 레이다에는 F-22와 마찬가지로 F-35도 스텔스 성능이 떨어진다. 그러나, 이들 낮은 주파수 대역 레이다들은, 매우 부정확하며, 교란이 쉽다. 무엇보다도 전투기를 락온하여 요격하는데는 높은 주파수의 X 밴드 레이다가 사용되는데, F-22, F-35의 스텔스 페인트는 이 X 밴드를 주로 교란시킨다. 따라서, L 밴드 레이다에 쉽게 탐지가 되더라도, 원거리에서 요격을 할 수가 없다. 반드시 근거리로 접근해야지만 적외선 유도 단거리 미사일 등으로 요격을 할 수 있다. 그러나 불시에 전혀 뜻하지 않은 위치에 나타난 F-35 전투기를 요격하기 위해, 스크램블로 출격해서, 고속으로 접근해, 근거리에서 적외선 유도 공대공 미사일을 쏘아야 한다는 것은, 사실상 요격이 불가능하다는 의미이다.
L 밴드 등 낮은 주파수 레이다는 전자전 장비로 교란이 쉽다. F-35는 매우 강력한 전자전 장비를 탑재해, 저주파 레이다들을 교란한다.
F-35A는 스텔스 기능이 강점으로 꼽힌다. 레이다에 포착되는 크기가 F-15K의 100분의 1 수준이다. 즉 스텔스 성능이 100배 높다. 레이다에 얼마나 잘 포착되는지를 나타내는 기준 척도가 RCS라는 개념인데 북한이 운용하는 미그 29가 5m2, 한국 공군의 주력기종 F-16이 1m2인 반면 F-35A는 0.0001m2에 불과하다. 유사시 백두산까지 F-35A로 핵시설이나 미사일 기지를 야간 정찰하면, 북한이 영공을 침입했는지 여부 조차 알 수 없다는 의미일 수 있다.
중국이 F-35는 물론 F-22도 포착할 수 있다던 신형 레이다 JY-27이 시리아에 배치되었는데, 최근 이스라엘 공군에 의해 파괴되었다. 드론 공격설, F-16 폭격설 등이 있는데 F-35A도 그중 하나이다. 해당 레이더가 포착하지 못해서인지, 시리아군의 방공망이 허술해서인지는 알려지지 않았다.
스텔스 기능으로 적의 지대공 레이다와 적기의 레이다에 탑지되지 않으면서, AN/APG-81 레이다는 가동하더라도 적에게 잘 탐지되지 않는 전파를 발산해 적 전자정찰 장비에 쉽게 포착되지 않는데, 150 km 전방에 있는 23개 공중 표적 중에서 3초 안에 19개를 찾아냈다.
2017년 9월 23일, 10월 10일 2차례 괌의 앤더슨 공군기지에서 이륙한 B-1B 전략폭격기 2대가 야간에 북한에 매우 근접해 위협비행을 했는데, 북한은 2번 모두 야간에 지대공 레이다를 켜지 않았다. 아무런 레이다 신호도 없었고, 미그 전투기의 스크램블 비상출격도 없었다. B-1B 전략폭격기에 비하면 F-35A 스텔스 성능은 수십만배 높다.

### 소음
2008년, F-35의 이륙소음이 F-15 보다 2배이며, 착륙소음은 4배라는 미국 공군의 정보가 일반에 알려졌다. 2009년 테스트에서는, F-35의 소음은 프랫 앤 휘트니 F100-PW-200 엔진을 장착한 F-16 정도였다. F-22나 F/A-18E/F 슈퍼호넷보다는 조용했다. 록히드 마틴의 연구로는, F-35의 소음이 F-22, F/A-18E/F 슈퍼호넷과 비슷하다고 한다. 미국 공군의 환경영향평가에서는, F-16 전투기를 F-35로 교체하자, 공항 주변의 시민들에게 21배 높은 소음의 피해가 있었다. 미국 해군은 항공모함용 F-35C의 152 데시벨 천둥소리급 소음 문제로, 비행갑판의 요원들의 헤드폰을 새로 개발했다.

### 조종석
F-35 전투기는 다양한 임무를 수행할 수 있는 멀티-롤 스텔스 전투기로 개발되었다. F-35 전투기는 공대공, 공대지, 그리고 정찰 임무까지 수행한다. 이러한 임무를 보다 효과적으로 수행하기 위해, F-35 전투기는 전투기의 두뇌라 할 수 있는 조종석에 대변화를 주었다. 전투기 조종석에 설치된 기계식 계기판과 다기능 디스플레이(MFD)를 없애고, 직관적인 인터페이스를 위해 최초로 파노라믹 디스플레이(Panoramic Display) 방식을 채용했다. 즉 하나의 대형 디스플레이가 기계식 계기판과 다기능 디스플레이를 대체한 것이다. 또한 터치 스크린 방식이 적용되어, 다양한 기능을 쉽게 사용할 수 있게 되었다. 전투기 조종석이라면 반드시 있어야 된다고 생각했던 전방 시현 장비(HUD)도 없어졌고, 이들 기능은 통합 헬멧 시현기로 옮겨 졌다.

### 전자전
스티브 오버 록히드마틴 국제사업개발 담당이사는 2014년 9월 말 F-35를 제작하는 미국 텍사스주 포스워스 공장에서 가진 기자회견에서 F-35의 EMP탄 방호 능력을 묻는 질문에 “기밀사항”이라고 전제한 뒤 “하지만 EMP탄 방호 능력은 낙뢰시험과 유사한데 F-35는 낙뢰시험을 통과해 시사하는 바가 크다”고 말했다. 이와 관련 군사전문가들은 “F-35가 EMP탄에 대비한 최소한의 방호 능력을 갖추고 있거나 이미 보유하고 있다는 의미로 받아들여진다”고 말했다.

### 내부무장창
F-117A는 2개의 내부무장창에 모두 5,000 파운드 (2,300 kg)의 폭탄을 장착할 수 있다. F-35는 2개의 내부무장창에 모두 5,700 파운드 (2,600 kg)의 폭탄, 미사일을 장착할 수 있다. 가장 덩치가 큰 F-22는 4개의 내부무장창 중에서 2개는 공대공 미사일 전용이고, 나머지 2개의 내부무장창에 각각 1,000 파운드의 폭탄을 장착할 수 있다. 스텔스 폭격 능력만 보면, F-35가 가장 뛰어나다.
- F-117A, 5,000 파운드 (2,300 kg)의 폭탄
- F-22A, 2,000 파운드 (907 kg)의 폭탄
- F-35A, 5,700 파운드 (2,600 kg)의 폭탄

### 정비
플로리다주 올랜도, 2017년 5월 2일 – 록히드마틴 F-35 프로그램의 차기 자율군수정보 시스템 (Autonomic Logistics Information System, 이하 ALIS)이 미 공군 및 해군의 F-35 시설에 설치되도록 승인되었다. 특히 이번 업데이트 버전은 수 차례 개량 작업을 통해 체계 기준치가 향상 되었고 전진 작전 및 지속성 관리를 위한 중요 능력을 제공한다.
록히드마틴 F-35 군수시스템 담당 리브스 발렌타인(Reeves Valentine) 부사장은 “F-35 운용자들은 이번 ALIS 업그레이드를 통해 시스템 내부에서 ‘만약의’ 시나리오를 예측할 수 있으며 오늘날 수동으로 수행되는 대부분의 작업을 대체할 수 있게 된다”며, “ALIS 2.0.2를 사용해 예측 및 판단을 내릴 수 있다”고 말했다. 그는 또한 “전투기 수명주기 동안 최상의 전투기, 지원 장비, 예비 부품, 정비 인력을 배정 및 관리를 할 수 있으며, 축적된 데이터는 궁극적으로 전투기 효용성을 높이는데 기여할 것이다”고 전했다.

## 교체기종
F-35로 교체될 기종은 다음과 같다.
- AV-8B 해리어 II (미국)
- 해리어 GR7/9 (영국)
- 시 해리어 (영국)
- A-10 선더볼트 II
- 맥도널 더글러스 F/A-18 호넷
- 제너럴 다이내믹스 F-16 파이팅 팰컨
- 맥도널 더글러스 F-4 팬텀(일본, 대한민국)
- MiG-21(루마니아)

## 파생형

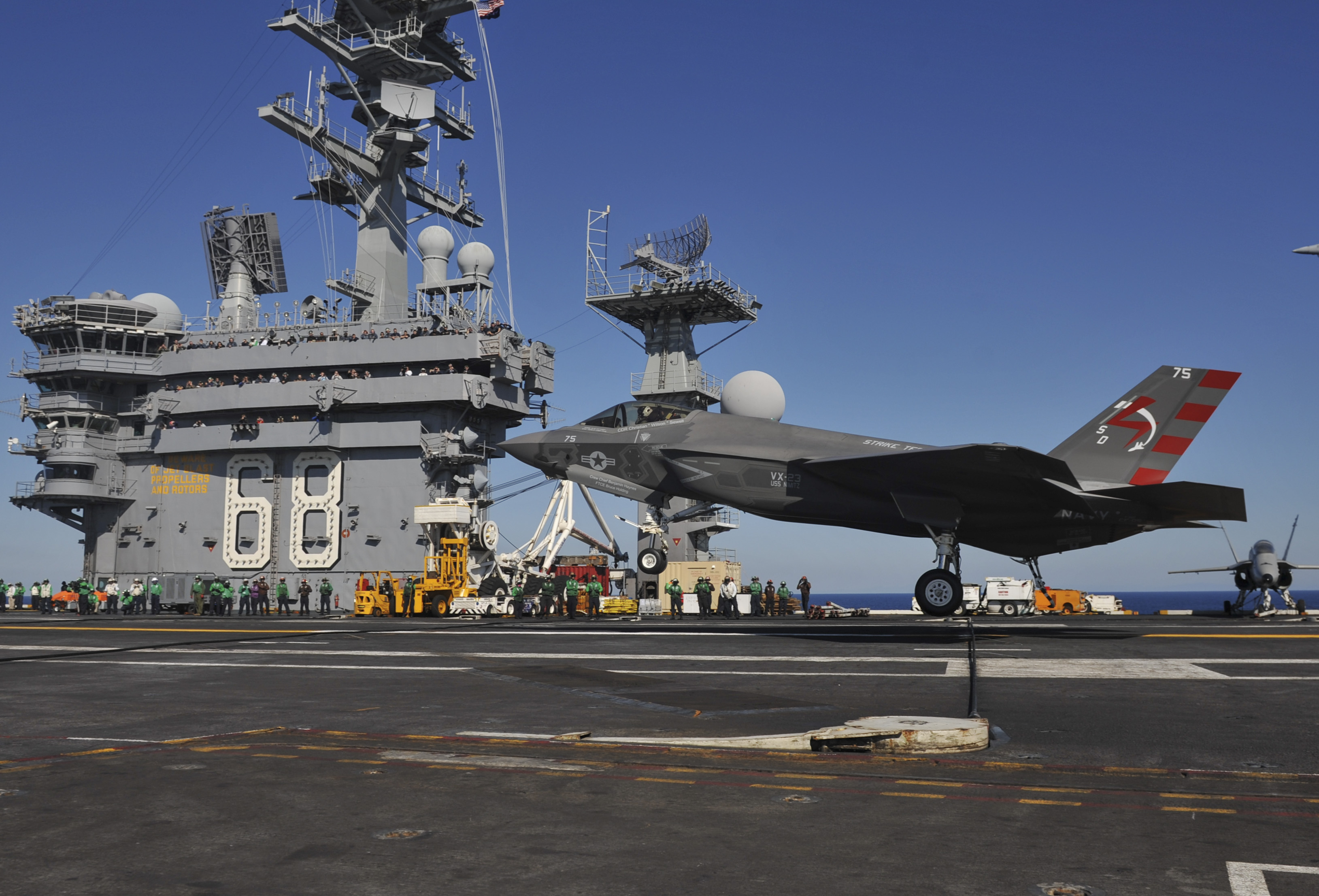
USS Nimitz 에 F-35C

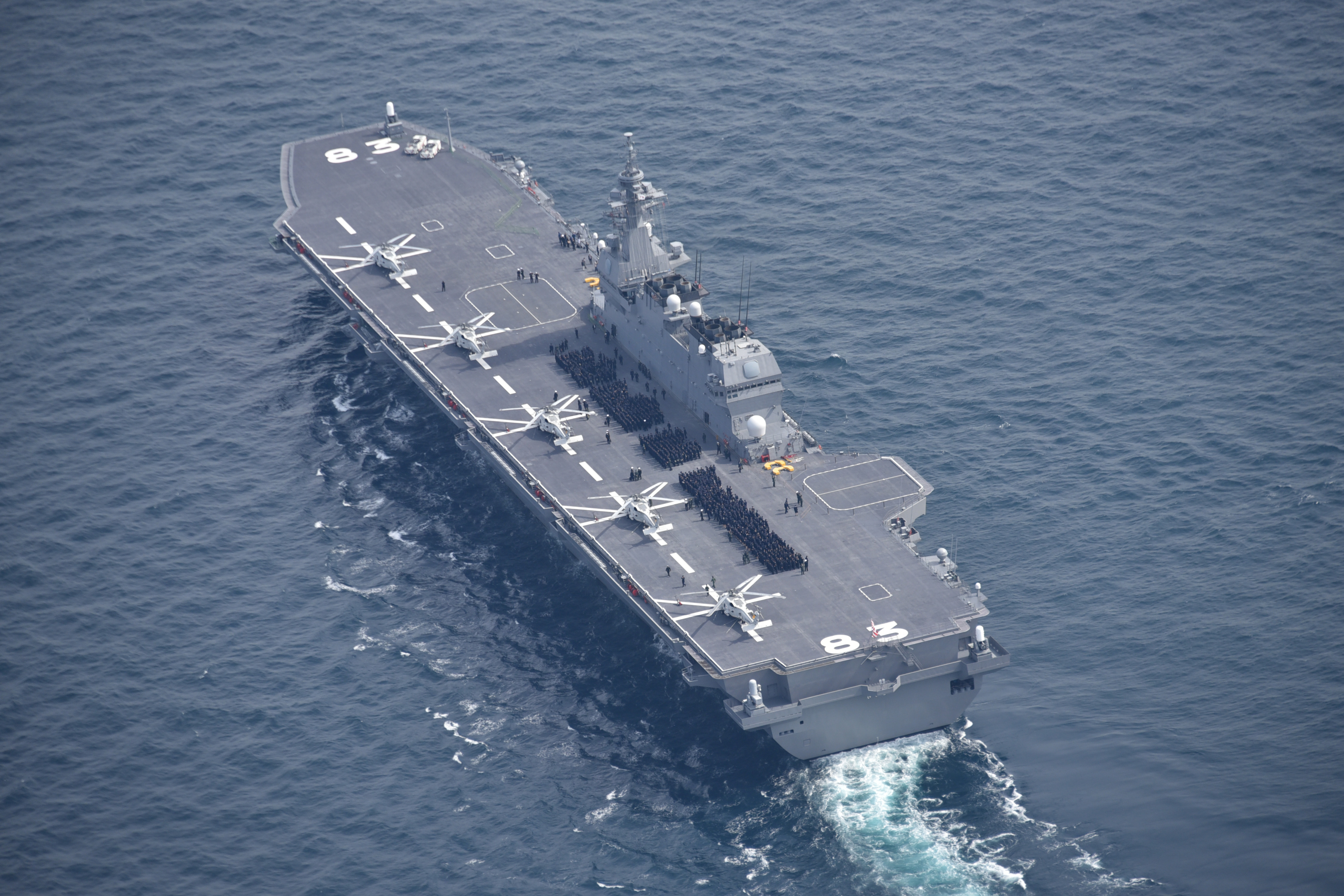
일본이 이즈모형 호위함 2척에 F-35B를 배치할 계획이다.

F-35 라이트닝Ⅱ(F-35 LightningⅡ)는 미국 군수 업체인 록히드마틴이 중심이 되어 개발해온 전투기다. 이 기종에는 다양한 특징이 있지만 가장 눈길을 끄는 건 기체 하나로 3가지 파생형 모델이 만들어진다는 것이다.

### F-35A
F-35 시리즈 중 기본형이다. 2016년 8월 2일 IOC를 획득했다. 정상적으로 활주로로 이착륙하는 유형인 CTOL(conventional take-off and landing). 이 기체는 미 공군이 운용할 예정이다. 파생 기종 중 기체 중량은 가장 가볍지만 무장이나 연료를 가득 채우면 무게는 35톤에 이른다. 제트엔진 1개만으로 비행 가능한 단발기로는 상당한 무게다.

### F-35B
기본형인 F-35A를 기반으로 엔진 추력을 더하고 조준 장치를 더한 단거리 수직 이착륙(STOVL) 버전이다. 이 모델은 미국 해병대가 사용한다. 짧은 활주로만 있으면 이착륙이 가능하지만 복잡한 노즐기구, 기체 정면에 추가한 이착륙용 리프트팬, 이를 구동하는 샤프트 등으로 중량이 늘어나 기동성이나 항속거리 심지어 무장 탑재량도 20%가량 줄어든다. F-35B는 2015년 7월 IOC를 획득한 바 있다. 수직이착륙 버전은 내부무장창에 2,000파운드 폭탄 2발을 장착할 수 없다. 1,000파운드 2발만 장착할 수 있다. 그래도 사실상 유일한 미국 전투기용 핵폭탄인 700파운드 B61 핵폭탄은 장착할 수 있을 것으로 추정된다.

### F-35C
미 해군 운용을 위해 개발 중인 모델이다. 항공모함에서 이착륙하는 함재기(CATOBAR)에 요구되는 성능을 위해 주 날개와 수직 꼬리 날개, 수평 꼬리 날개를 대형화하고 양력장치를 강화하는 한편 기체 구조와 착륙 장치(어레스팅 후크), 착함용 와이어 스팅후크, 날개 접는 기구 등을 추가해 F-35B와 비슷한 무게를 지녔다. 날개를 대형화하고 장비를 단순화해 연료 용량을 늘렸기 때문에 표준형인 F-35A보다 항속거리가 길다는 것도 특징 가운데 하나다.
F-35C는 미국 해군이 사용할 것이다. 호넷을 교체하기 위해 480대를 계획하고 있다. F-35C는 슈퍼호넷과 함께 항모에 배치될 것이며, 스텔스가 필요한 때에 사용될 것이다.
2010년 10월, 영국은 수직이착륙기 F-35B의 계약을 전면 취소하고, 대신 F-35C를 도입하기로 하였다. 록히드 마틴의 신기술인 리프트 팬의 개발 지연으로 인한 문제 때문이다. F-35C는 영국 공군과 영국 해군이 병행하여 사용할 것이다. 처음 계획한 150대 보다 적게 도입할 것이다. 영국 신형 항모인 퀸 엘리자베스급 항공모함은 만재배수량 65,000톤으로서, 보통 12대의 F-35C를 탑재하며, 최대 36대까지 탑재할 수 있다.
2011년 7월 27일, F-35C의 시제기 CF-3는 래이크허스트 지상시험설비에서 처음으로 캐터펄트 이륙을 하였다.
2011년 8월 13일, F-35C는 래이크허스트 시설에서 제트화염반사판(JBD) 테스트를 완료했다. 2013년 최초로 항공모함에서 캐터펄트 이륙시험을 할 계획이다(2013년 7월 테스트 완료).

## 국제적 참여

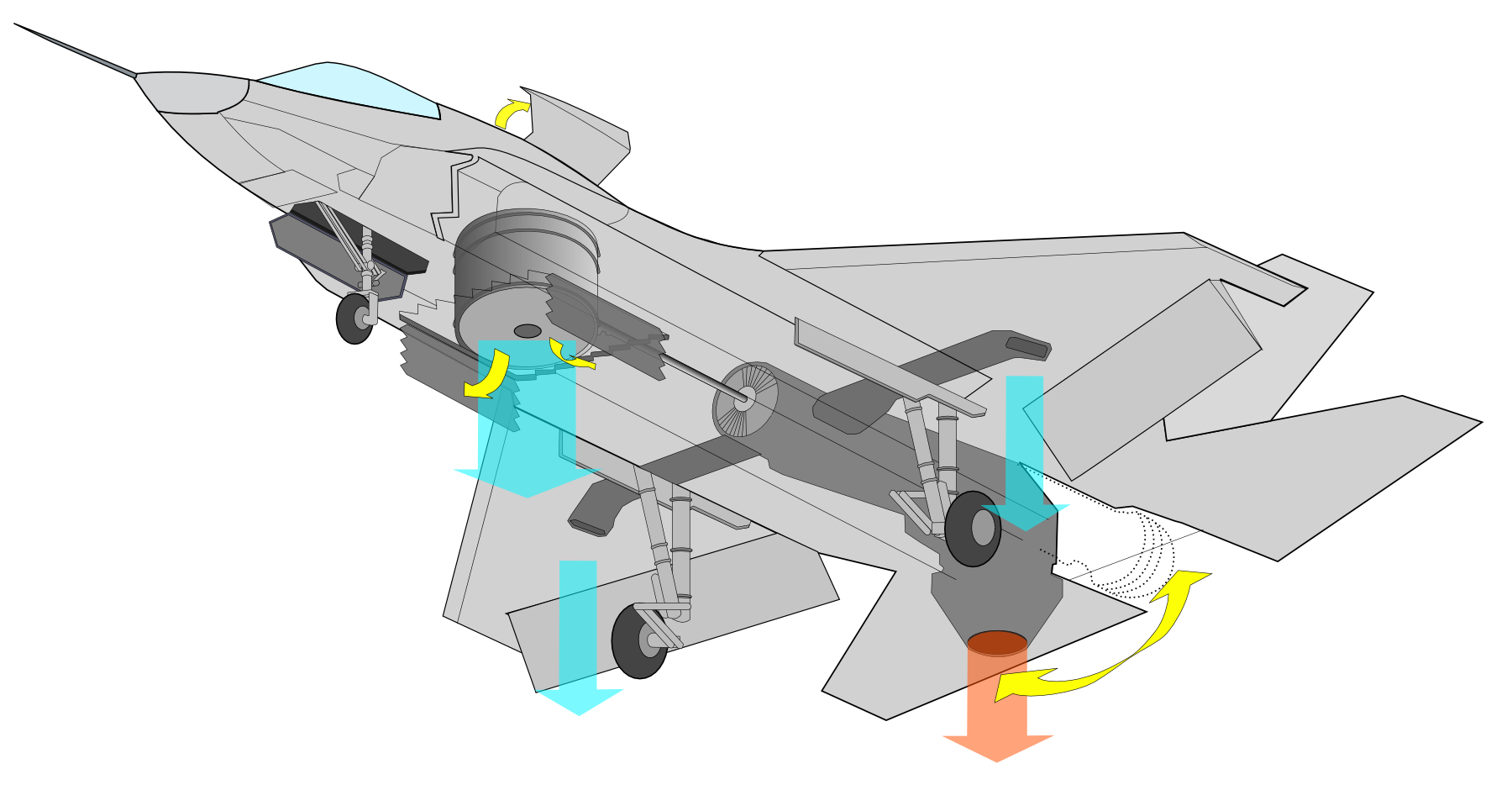
F-35 리프트팬(lift fan); VTOL 추진 시스템은 영국 롤스로이스가 설계하고 제작하였다

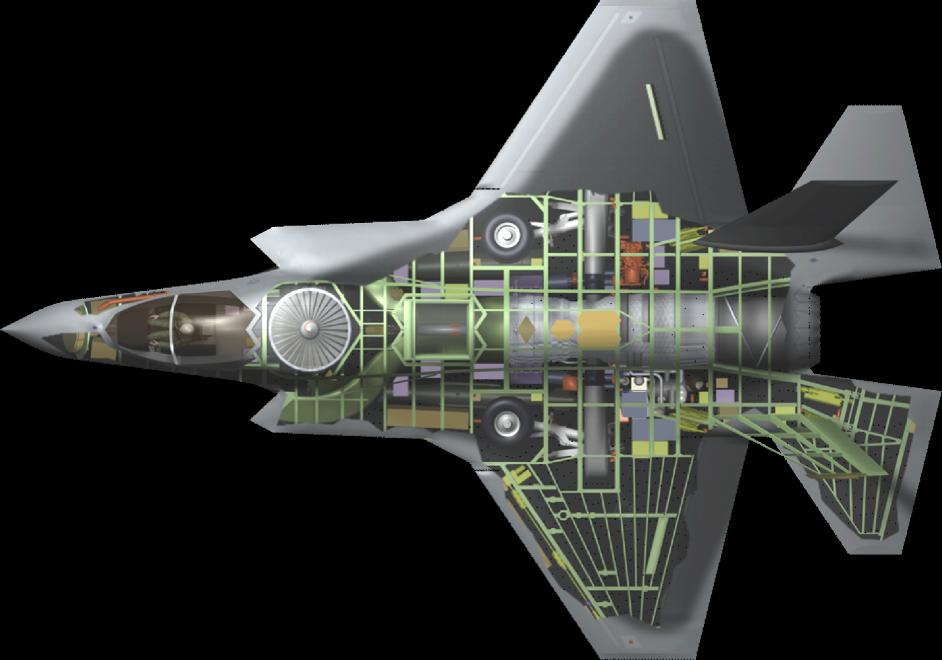
F-35의 내부도

주된 고객은 미군(USAF, USN, USMC)과 영국군(RAF, RN)이다.
8개국을 위한 세가지 레벨의 국제적 참여가 존재한다. 영국은 유일한 레벨 I 파트너이다. 20억 달러 이상을 투자했다. 레벨 II 파트너는 대략 10억 달러를 투자한 이탈리아와 8억 달러 정도를 투자한 네덜란드다.
레벨 III 파트너는 다음과 같다:
- 터키 : 1억 9,500만 달러
- 오스트레일리아 : 1억 4,400만 달러
- 노르웨이 : 1억 2,200만 달러
- 덴마크 : 1억 1,000만 달러
- 캐나다 : 1억 6,000만 달러

### 영국의 F-35B 관련
영국은 유일한 레벨 I 파트너이다. 25억 달러를 투자했다. 영국 해군은 해리어 GR7/9, 시 해리어를 퇴역시켰다. 향후에 STOVL 방식의 수직이착륙기 F-35B 138대를 구매해, 미국 다음으로 수직이착륙기를 많이 구매하려고 했으나, F-35B의 리프트 팬 개발 지연이 알려진 이후, 전량 구매계획을 취소하고, CATOBAR 방식인 F-35C를 퀸 엘리자베스급 항공모함에 사용하기로 했다. F-35의 개발지연은 수직이착륙기 F-35B의 리프트 팬 개발 지연 때문이라고 보도되었다. 이로써 영국 해군은 1977년 건조된 인빈시블급 항공모함이래 40여년간의 수직이착륙기 시대를 마치고 다시 CATOBAR 방식으로 복귀했다. 그러나 영국은 곧있으면 현재 자국이 유일하게 보유중인 인빈시블급 항공모함이 퇴역예정이라 근 10년여간 항공모함 없이 해군을 이끌어야 하는 실정에 처해있다.
2012년 원안으로 회귀했다. 이미 갑판의 공사가 어느정도 이루어진데다 SVTOL에 맞춰서 설계했기 때문에 캐터펄트와 어레스팅 와이어를 설치하기 힘든 구조이다. 거기에다 캐터펄트 설치에 추가비용이 들고 결정적으로 1978년 어데셔스급 항공모함 아크 로열이 퇴역한 이래 영국은 CATOBAR 항공모함을 운용하지 않아 처음부터 다시 조종사들을 훈련시켜야 한다. 결국 F-35B형을 들여오는 것이 여러모로 C형을 들여와서 여러 부분을 보완하는 것보다 가격이 저렴해 STOVL로 돌아왔다.

### 고급 무기
단거리 이륙과 수직착륙용의 리프트 팬을 설치하지 않으면 대략 100 ft3의 공간이 남게 된다.
또한 27,000 마력 이상의 출력이 여유있게 되어, 20 메가와트의 전기출력을 생산할 수 있다.
즉, F-35에 지향성에너지 무기를 장착할 수 있게 된다. 이러한 무기로서, 고출력 레이저(solid state laser)와 고출력 마이크로웨이브 빔(high-power microwave beam)이 구상되고 있으며, 현재 실전배치가 가능한 상태까지 개발되었다.

### 비용/중량의 논쟁들
2004년을 지나면서 JSF의 총 프로젝트 비용은 23% 증가하여 2,440억 달러가 되었다.
주요 기술적 문제는 2,200파운드(목표치의 8%) 초과했다고 알려진 F-35B 기종의 무게 문제였다. 이것은 STOVL 비행기가 요구된 성능을 만족시키지 못할 정도이다.
록히드 마틴은 엔진 추력을 증가시키고 비행기 표면을 얇게 하였으며, F-35B 무기 베이가 축소되었고, 수직꼬리날개가 작아지도록 하는 등 1톤 이상의 무게를 줄이는 방법으로 무게 문제를 점차적으로 풀어나갔다.
보다 작아진 무기 베이는 F-35B가 2 x 1000 lb (450 kg) 무기들만을 내부에 장착할 수 있게 할 것이다.(이것은 최초설계 내용이며, 후에 2 x 2000 lb 요구사항이 추가되었다.) 이것은 적 방공망이 제압된 후에 주어지는 CAS 임무를 수행하기에도 부적당한 용량이다. 이러한 문제들로 인해 F-35B는 A형 C형에 비해 문제가 많으며, 가격 급상승의 요인이 되고 있다.
F-35 1호기는 당초 2005년 10월에서 연기되어, 2006년 8월에 첫 비행을 할 것으로 보이며, 단거리 이륙 및 수직착륙 버전인 F-35B는 2007년 초에 첫 비행을 할 예정이다. F-35B의 경우 1,300 kg(3,000 lb)가량의 감량이 필요하고 F-35A과 F-35C의 경우는 600 kg 이상의 감량이 필요하다.

### 호주의 참여
2005년 5월 오스트레일리아 정부는 당초 2006년에 결정하기로 했던 JSF 사업 참여결정을 2008년까지 연기한다고 발표했다. 따라서 현재 임기가 지난 후에 결정을 하겠다고 한다. 호주의 로비단체, 정치인들, 언론들 사이에서는 F-35가 호주 공군의 제너럴 다이내믹스 F-111 아드바크와 맥도널 더글러스 F/A-18 호넷 전투기들을 적시에 교체할 수 있도록 생산될 수 있을지에 대해 의문을 제기한다.
문제점으로 지적되는 것들은 비용대 효과의 문제, 도그 파이팅 능력, 항속거리의 짧음, 그리고 슈퍼크루즈 기능의 부재에 대한 것들이다.
호주정부는 또한, 완성된 록히드 마틴 F-22A 랩터를 구입하는 비용이 JSF 사업에 투자하는 비용보다 별로 많이 안든다고 이의제기를 한다.
2005년자 Jane’s Defence weekly는 F-22의 가격을 1억 5,100만 달러(약 1,510억원)로 본다. 이는 현재의 F-22 공중전 전용기에 JSF와 같은 공대지 타겟팅 성능을 위한 업그레이드를 할 경우에 대당 2억 달러(약 2,000억원)정도일 것이라고 한다. 호주정부는 이러한 정보를 고려하여 그러한 이의제기를 하는 것으로 보인다.
따라서, F-35 도입 프로그램은 F-22 도입보다 더 가치가 있을 것으로 보인다. 최근에 호주 국방장관은 F-35 프로그램이 계속지연되자 슈퍼호넷을 도입을
이르렀다. 기종은 내년에 결정되고 슈퍼호넷을 선택하면 F-35 프로그램을 포기한다고 밝혔다.

## 대한민국
대한민국 방위사업청은 3차 FX 사업으로 준 스텔스 성능을 가진 4.5세대 전투기인 F-15SE를 선정하였으나, 이후 일부 공군 장성출신들의 반대와 정부 내 록히드 마틴 옹호세력에 의해 F-35A를 FMS(수의계약)으로 40대를 7조 4,000억원에 도입하기로 했다. 대당 1,850억원 정도다.
최초 록히드마틴은 대한민국 예산안에서 60대와 절충교역의 내용으로 제시했지만, F-35의 가격상승으로 계약은 40대로 하게 되었다. 2018년 3월에 대한민국 공군 소속 F-35 1호기가 공장에서 출고되었다. 변동이 없다면 17 전투비행단에 퇴역이 임박한 F-4E를 교체하면서 총 40대가 우선 인도되고 높은 확률로 20대가 추가 도입될 계획이다.
별도의 사업으로 대한민국은 한국항공우주산업을 중심으로 록히드 마틴, 인도네시아와 함께 KFX를 개발중이다. KFX는 F-35 라이트닝 II와 길이, 무게, 외양이 모두 비슷한데, 엔진만 2개를 탑재했다. 물론 KFX 쌍발엔진의 출력은 F-35 단발엔진 출력과 비슷하다.
2018년 3월 29일, F-35A 1호기가 미국에서 출고되었다. 북한의 반발을 고려해 국방부 장관과 차관이 출고식에 불참했다. 공군참모총장 대신 참모차장이 참석하고 방위사업청장도 불참했다.
2019년 3월 29일, 오후 2시 30분에 F-35A 2대가 청주공군기지에 도착했다. 22일 F-35A 5호기와 6호기는 미국 애리조나주의 루크 공군기지에서 출발해 하와이에 중간 기착했으며, KC-135의 공중급유를 받으며 총거리 13,800km를 비행했다. 5호기와 6호기는 5월에 실전배치될 계획이다. 매달 2대씩 청주공군기지의 제17전투비행단에 배치되어, 2019년에 모두 10대가 배치될 계획이다. 1~4호기는 미국에서 성능 검사 및 조종사 전환 교육에 투입되고 있다. 2022년 1월 25일 오후 37호기부터 40호기까지 하와이와 괌을 거쳐 청주 공군기지에 도착함으로써 40대가 모두 도입되었다. 한국은 아시아에서 3번째, 세계 8번째 스텔스 전투기 보유국이 되었다.

## 트럼프 행정부
2016년 12월 12일, 도널드 트럼프 대통령 당선자는 트위터에서 "F-35 구매계획과 비용은 통제 불능이다. 수십억 달러가 절약될 수 있고 그렇게 해야 한다"고 주장했다. 미 국방부는 록히드 마틴으로부터 1조 4,000억달러(1,642조원)를 들여 F-35 스텔스 전투기 2,443대를 도입할 계획이었다.
전투기 구매비용은 전투기 본체 구매비용에 부수비용을 포함한다. 부수비용은 전체 사업비의 30%를 차지한다. 군수지원, 예비 부품, 수리보수, 훈련프로그램, 시뮬레이션 센터, 운용 부대 창설과 기지 구축비용 등을 말한다.
2016년 12월 22일, 도널드 트럼프 대통령 당선자는 트위터에 "록히드 마틴 F-35의 엄청난 비용으로 경비가 초과하는 점에 근거해 보잉에 F/A-18 슈퍼 호넷의 가격 견적을 요청했다"고 적었다. 2010년 보잉은 미국에 대당 4,990만 달러(한화 약 531억 원)에 F-18 슈퍼 호넷을 판매할 수 있다고 제안했다. 이는 2000년의 6,800만 달러보다(약 722억 원)는 크게 낮은 것이다. 대당 4,990만 달러에 2,457대면 1,226억 달러(144조원)이다.
2017년 1월 27일, 제임스 매티스 미국 국방장관이 F-35 차세대 스텔스 전투기 구매계획에 대한 재검토를 공식 지시했다.

## 핵무기
B61 핵폭탄의 최신버전인 B61-12가 10조원의 비용으로 개발되어, F-35의 내부무장창에 탑재될 계획이다. F-35는 현재의 F-16 핵전폭기의 임무를 대체하게 된다. 기존의 B-61-3/4/710 버전이 100 m의 CEP를 갖는데 비해, B61-12는 30 m의 CEP로 향상될 것이다. 현재 네덜란드, 벨기에, 터키의 F-16, 독일, 이탈리아의 파나비어 토네이도에 미국 공군의 B61 핵폭탄이 장착되어 있다.
340 kt B61 핵폭탄 한발씩을 좌우의 내부무장창에 장착해, 적의 레이다에 전혀 포착되지 않고, 주야간이나 비가 오는 등 전천후 스텔스 핵공격을 할 수 있다. F-35 2대면 340 kt B61 핵폭탄 4발을 전혀 사전에 포착되지 않고 투하할 수 있다. 1메가톤 수소폭탄 한발이 서울에 투하되면 천만명 인구가 전멸한다고 알려져 있는데, F-35 2대로 가능하다.
1.2메가톤 B83 핵폭탄 한발씩을 좌우의 외부무장창에 장착할 수 있다. 외부무장창이라서 스텔스 기능이 사라져 레이다에 사전 포착이 된다. 물론 EC-130H 컴패스 콜 전자전기가 적의 지대공 레이다를 교란시키면 역시 주야간 전천후로 적이 전혀 눈치채지 못하는 사이에 1.2메가톤 B83 핵폭탄 2발을 투하할 수 있다.
주한미군은 남북한의 한반도 비핵화 조약에 따라 오산공군기지와 군산공군기지에 B61 핵폭탄, B83 핵폭탄 배치를 하지 않고 있다. 그러나 2019년 8월, 트럼프 행정부의 미국 국방장관이 수개월 이내에 한국과 일본에 핵무기 배치를 하겠다고 말했기 때문에, B61 핵폭탄, B83 핵폭탄 배치를 할 가능성이 있다. 한국군의 F-35A는 청주공군기지에 배치되어 있는데, 미국은 NATO의 핵무기 공유 협정을 한국, 일본과 체결할 것이라고 보도되고 있어서, 청주공군기지에 B61 핵폭탄, B83 핵폭탄 장착을 하는 미국 공군 핵무장 대대가 배치될 가능성도 없지 않다. 한국의 문재인 정부는 이러한 주한미군의 핵무기 배치를 강하게 반대하고 있다.

## 한계

### L 밴드 레이다
F-22, F-35에 사용된 레이다 흡수 물질는 X밴드 레이다에 대한 저탐지 도료이다. X 밴드는 7.0-11.2 기가헤르츠 주파수 대역을 말한다. 따라서, 파장이 긴 S 밴드(2-4 기가헤르츠) 레이다에는 저탐지성이 제한적이다. 보다 파장이 긴 L 밴드(1-2 기가헤르츠) 레이다에서는 더욱 탐지되기 쉽다.동시에 rwr같은 경보장치에 l밴드 레이다가 기존 x밴드레이다 보다 더 취약하고 탐지시 정밀도가 떨어져 고속으로 이동하는 전투기를 상대로는 오차가 크게나 교전시 미사일 유도용으로 쓸수가 없기에 활용도는 제한적이다 따라서, 러시아 스텔스기인 수호이 T-50 PAK FA은 적 스텔스기 요격을 위해 L 밴드 AESA 레이다를 장착했다. 독도함에서도 L 밴드 AESA 레이다인 SMART-L 레이다를 사용한다. 모스크바 에어쇼 2009에서, 러시아 회사는 Tikhomirov NIIP L-band AESA 레이다를 전시했다. Su-27에 장착할 수 있다.

### IRST
IRST는 적외선 열탐지 장치를 말한다. F-35에는 노드롭이 개발한 EO-DAS와 록히드가 개발한 EOTS, 두 종류의 IRST가 탑재되며 EO-DAS는 근거리 탐지용 360도 구형으로 전방향 감시가 가능하고 EOTS는 장거리 탐지 및 지상공격용으로 사용된다. 러시아 스텔스기인 수호이 T-50 PAK FA에 탑재된, 360도 전방향 탐지가 가능한 OLS-50 IRST 시스템의 경우, 전술기를 70 km 거리에서 포착한다고 알려져 있다. 하지만 스텔스기는 추진 기관에 바이패스 냉각 같은 적외선 감소처리를 하기에 그보다는 훨씬 줄어든다.

### 모의공중전
레드 플래그 – 알래스카 2012에서 F-22는 적외선 탐색 추적 장비를 장착한 독일 공군의 유로파이터 타이푼에게 근접전에서 격추되었다. EADS의 컴퓨터 시뮬레이션 전투에서는 공중조기경보통제기의 도움을 받은 4대의 유로파이터가 8대의 F-35에 승리했다.
2015년 1월 미국 캘리포니아 에드워즈 공군기지 1만~3만 피트 상공에서 31톤 5세대 F-35와 20톤 4세대 F-16D 블록 40 전투기가 17회의 근접전(Dogfight)을 벌였다. 실제 무장은 하지 않고 시뮬레이션 공격만 했다. F-35의 기동성이 훨씬 나빠서, 대패했다.
2인승인 F-16D는 보조연료탱크를 두 개나 단 무거운 상태였다. F-35의 시제기 AF-2 2호기는 임무체계 소프트웨어가 탑재되지 않아 적기가 F-35를 발견하기 전에 F-35가 먼저 적을 탐지할 수 있는 센서를 이용할 수 없었다. 또한 스텔스 특수코팅이 적용되지 않았고, 조종사가 항공기의 방향을 움직이지 않고도 헬멧으로 무장을 조준, 발사하도록 하는 무장이나 소프트웨어가 탑재돼 있지 않았다. 순수한 기관총 근접전(Dogfight)의 기동성능 테스트였다.
완전한 버전의 F-35A 4대와 F-16D 블록 40 4대의 편대간 공중전에서는 F-35가 완승했다. F-35 전투기가 원래의 기능과 성능을 갖춘 상태에서 공중전을 펼친다면, F-16D는 격추될 때까지 F-35의 존재도 파악할 수 없다.
F-35는 선회 중 기체의 속도를 낮추는 기능을 가지고 있어 독파이팅에 유리하게 사용할 수 있다. 그러나 엄청난 자동화가 이루어진 F-35를 이전 기체들처럼 움직이려다 보니 오히려 조종을 할 수 없는 상태에 빠지기도 한다. 많은 부분에서 자동화 제어가 되어 있기 때문에 한계까지 몰아붙이지 못한 까닭이다.
엔지니어들은 자동 제어 이상의 기동이 불필요하다고 생각했지만, 두 손을 묶고 싸우는 것 같다는 조종사들의 의견을 수렴해 기체의 시스템을 수정하였고, 이젠 근접전마저 F-35가 제패하게 되었다.
2015 모의전 이후부터 좋은 성적을 쌓으며, 2015 레드 플래그 훈련에서는 20 대 1이라는 격추비를 보여주었다.

## 관련보도
2020년 초, 미국 국무부는 싱가포르의 F-35B 구매 요청에 대해 최대 12대를 판매키로 승인했다. 금액은 27억 5,000만 달러(3조 3,000억원)로 평가된다. F-35B 모델은 한국·일본이 구매한 F-35A 모델과 달리 단거리 수직 이·착륙이 가능하다. 이번 구매로 아태지역에서 싱가포르는 한국과 일본, 호주에 이어 네 번째 F-35 기종 보유국이 됐다.
텍사스주 포트워스의 록히드마틴 공장이 생산하는 F-35 전투기 1대는 1,000억원을 호가하며, 현재까지 확보한 물량이 2,700여대를 상회한다. 여기에 향후 30여 년간 운영유지 비용을 고려하면 F-35 전투기만으로 무려 1,000조원의 성과 창출이 가능할 전망이다.
문재인 정부는 최신예 스텔스 전투기 F-35A 40대를 2021년까지 미국으로부터 인도받는다. 박근혜 정부에서 F-35A 40대를 구입했다.
톰 코튼 공화당 상원의원(아칸소)은 하버드대학 출신으로 미 육군으로 복무하며 이라크전 등에 참전했다. 중국 최대 통신장비업체 화웨이를 두고도 "화웨이 장비가 해킹 당하면 F-35 전투기의 주요 부품 움직임을 추적할 수 있다"면서 화웨이 퇴출을 지지했다.
아칸소주 톰 코튼 공화당 상원의원은 국방수권법 개정안에 화웨이 사용국가에 F-35를 배치하는 것을 금지하는 내용을 발의했다. 화웨이는 중국의 대미 스파이 수단으로 활용되고 있기 때문에 해당 국가에 F-35를 배치하는 것은 위험하다는 주장이다. 한국 3대 통신사 중 하나인 LG유플러스가 5G에 화웨이 장비를 사용하기 때문에 추후 논란의 소지가 있다.

## 사용국가
- 오스트레일리아
- 벨기에
- 덴마크
- 이스라엘
- 이탈리아
- 일본
- 네덜란드
- 노르웨이
- 폴란드
- 대한민국
- 싱가포르
- 영국
- 미국
- 독일 (35대 예정)

## 제원

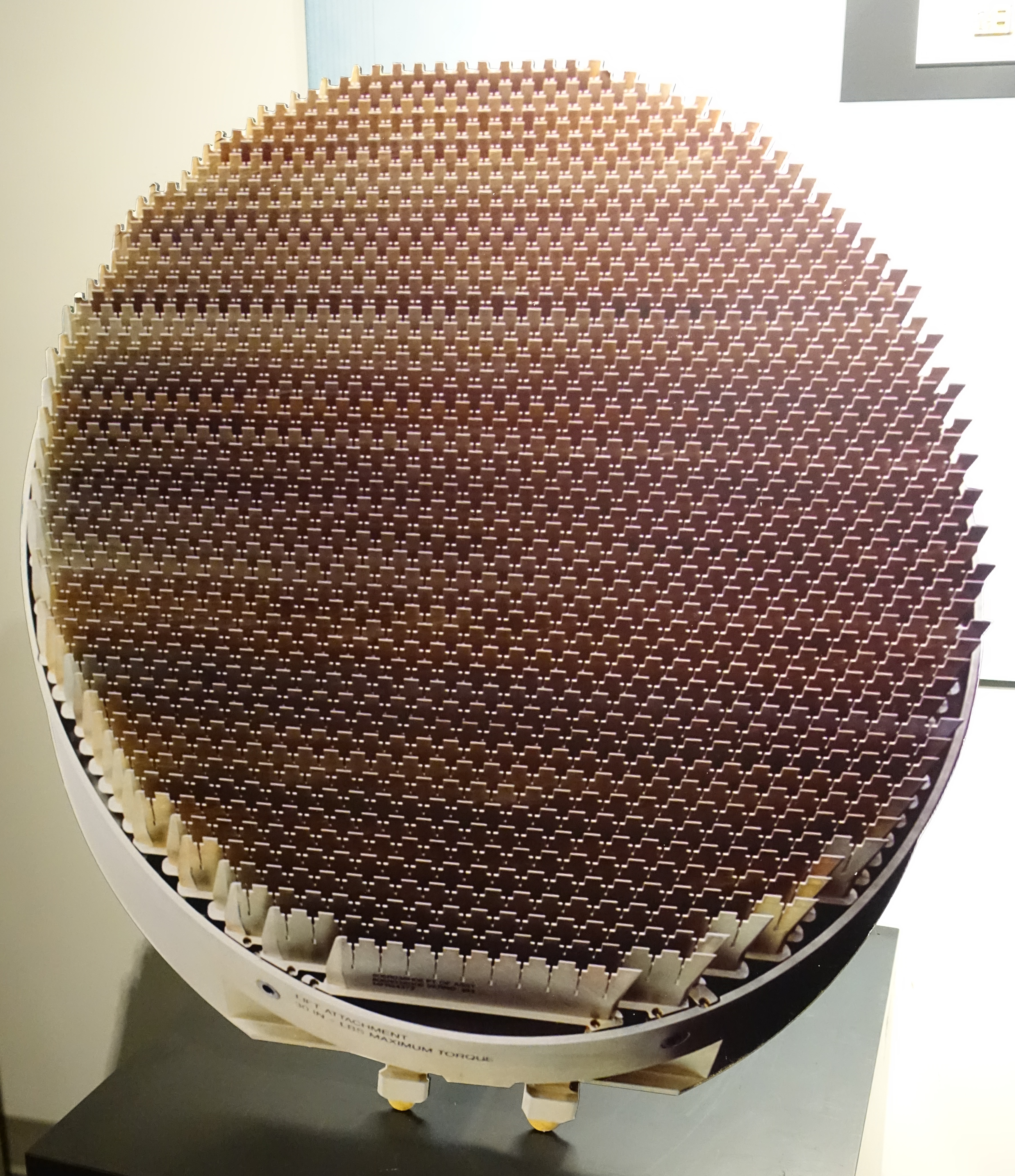
AN/APG-81. F-35 전투기의 레이다

일반 특성
- 조종사 : 1
- 길이 : 51.4 ft (15.67 m)
- 폭 : 35 ft (10.67m)
- 높이 : 14.2 ft (4.57 m)
- 날개면적 : 460 ft(42.74 m^2)
- 공 중량 : 29,300 lb (13,170kg)
- 무장시 중량 : 49,540 lb (22,470 kg)
- 최대이륙중량 : 70,000 lb (31,800 kg)
- 레이다 : AN/APG-81
- 엔진 : 1× 프랫 & 휘트니 F135 후기연소기가 장착된 터보팬엔진, 추력 : 43,000 lbf (178kN)
- Secondary (High Performance), 현재 예산안에는 중단된[31]: 1x General Electric/Rolls-Royce F136 afterburning turbofan 178 kN thrust
- Lift fan (STOVL): 1x Rolls-Royce Lift System in conjunction with either F135 or F136 power plant 18,000 lbf (80 kN) thrust)

성능
- 최대속도 : Mach 1.6 (~1,200 mph, 1930 km/h)
- 순항속도 : Mach (mph, km/h)
- 전투행동반경 (내부연료)[32]
  - F-35A: 1,093km
  - F-35B: 833km
  - F-35C: 1,100km
- 항속거리반경 (내부연료)
  - F-35A: 2,222km
  - F-35B: 1,667km
  - F-35C: 2,593km (F-35A보다 길다.)
- 운용고도 : 48,000 ft (15,000 m)
- 상승률 : 40,000 ft/min[13] (200 m/s)
- Wing loading : 91.4 lb/ft² (446 kg/m²)
- 추력대중량비 : 100% 연료:0.968, 50% 연료 : 1.22

무장
- 1x GAU-12/U 25 mm 기관포. F-35A에 탑재
- 공대공 미사일 : AIM-120 암람, AIM-9 사이드와인더
- 폭탄 : 통합직격탄, AGM-154 JSOW, GBU-39
- 공대지 미사일: AGM-88 함, AGM-158 JASSM, 스톰 섀도

기타
- 가격:
  - F-35A: 1.53억 달러(약 1,700억원)
- 최초 비행 - X-35 시제기기: 2000년
- F-35A 최초 비행일 - 2006년 12월

생산자
- 록히드 마틴 항공(Lockheed Martin Aeronautics): 주사업자
  - 최종 조립
  - 전체적인 시스템 인티그레이션
  - Mission system
  - 전방 동체(Forward fuselage)
  - 날개
- 노스럽 그러먼
  - AESA(Active Electronically Scanned Array) 레이다
  - 가운데 동체(Center fuselage)
  - Weapons bay
  - Arrestor gear
- BAE 시스템스
  - 측면 동체(Aft fuselage), empennages
  - 수직, 수평 꼬리날개
  - 조종석
  - 전자전 시스템
    - F-35는 최신 기체답게 전자전에도 강한 것으로 평가받고 있으며 북한의 방공망을 무력화할 수 있는 수준이다. 그러나 더 업그레이드될 수 있다.

미 안보 전문매체 더 내셔널 인터레스트(TNI)에 따르면 미 해군은 러시아와 중국의 최신예 지대공 미사일 망에 탐지되지 않고 상대 레이다망에 방해전파를 발사해 무력화하는 차세대 전자전체계(NGJ)를 오는 2021년까지 실전 배치할 계획이다. 미 해군은 또 통상의 레이다 경보 수신기가 방어만 가능한 것을 보완하려고 F-35 스텔스기나 보잉 F/A-18E/F 슈퍼 호넷 등 주력 전투기에도 NGJ를 장착할 수 있도록 해 전자전 공격 능력을 향상한다는 계획이다.
미 해군은 보잉 EA-18G 그라울러기용 NGJ 135세트를 도입한 후 다시 이를 다른 기종에도 확대하기로 했다. 레이시온 고위 관계자는 "NGJ가 전자전 역사에 중요한 이정표를 마련할 것"이라며, 이를 통해 미 해군이 러시아와 중국의 대공망을 무력화해 전력 우위를 가질 수 있다고 주장했다.
- - 연료 시스템
  - 무장 제어 소프트웨어(FCS1: Flight Control Software)

## 같이 보기
- 스텔스
- 5세대 전투기
- 미쓰비시 ATD-X
- 대한민국 차세대 전투기 사업(KFX)

관련 개발
- 록히드 마틴 X-35
- 록히드 마틴 F-22A 랩터

유사 항공기
- 수호이 Su-57

관련 목록
- 전투기 목록
- 헬멧 마운티드 디스플레이

## 참고

### 문헌
- Borgu, Aldo. A Big Deal: Australia's Future Air Combat Capability. Canberra: Australian Strategic Policy Institute, 2004. ISBN 1-920722-25-4.
- Gunston, Bill. Yakovlev Aircraft since 1924. London: Putnam Aeronautical Books, 1997. ISBN 1-55750-978-6.
- Keijsper, Gerald. Lockheed F-35 Joint Strike Fighter. London: Pen & Sword Aviation, 2007. ISBN 978-1-84415-631-3.
- Kopp, Carlo and Peter Goon. "Joint Strike Fighter." Air Power Australia. Retrieved: 15 July 2007.
- Spick, Mike. The Illustrated Directory of Fighters. London: Salamander, 2002. ISBN 1-84065-384-1.
- Winchester, Jim. "Lockheed Martin X-35/F-35 JSF." Concept Aircraft: Prototypes, X-Planes and Experimental Aircraft. Thunder Bay Press, 2005. ISBN 1-59223-480-1.
- Spick, Mike (2002), The Illustrated Directory of Fighters. Salamander ISBN 1-84065-384-1
- Kopp, Carlo; Goon, Peter, Australian Aviation, JSF related articles.